# 側扁黑身脂鯉
側扁黑身脂鯉，為輻鰭魚綱脂鯉目脂鯉亞目唇齒脂鯉科的其一種，分布於南美洲委內瑞拉Puerto Ayacucho及Casiquiare河流域，體長可達3.1公分，棲息在沙泥底質、水質混濁的溪流，生活習性不明。